# 石勒苏益格-荷尔斯泰因省
石勒苏益格-荷尔斯泰因省（德語：Provinz Schleswig-Holstein）是1868年至1946年普鲁士和及后的普鲁士自由邦的一个省分。省由1864年普丹战争中普鲁士和奥地利帝国于丹麦手中取得的石勒苏益格和荷尔斯泰因公国而组成。1866年的普奥战争之后，随着奥地利的战败，石勒苏益格和荷尔斯泰因被普鲁士合并。1868年该省正式成立，薩克森-勞恩堡亦并入省内。

## 歷史
第一次世界大战德意志帝国战败后，协约国于1920年2月10日和3月14日向石勒苏益格北部和中部居民分别进行了两次公投。北石勒苏益格75%的居民支持回归丹麦，其余的支持留在德国。相反中石勒苏益格80%的居民支持留在德国，只有20%支持回归丹麦。石勒苏益格南部没有进行公投。 
1920年6月15日的公投后，北石勒苏益格正式回归丹麦（参见：南日德兰郡）。石勒苏益格的剩余地区仍然是石勒苏益格-荷尔斯泰因的一部分，成为普鲁士自由邦的一个省分。
在1937年的大汉堡法案之中，吕贝克自由市并入石勒苏益格-荷尔斯泰因省，以交换阿通纳和万茨贝克划给汉堡，成为其市区。
第二次世界大战之后大部分石勒苏益格-荷尔斯泰因地区是战后英国占领区的一部分，只有东面的一小部分拉策堡地区被分配到苏联占领区内的梅克伦堡。1949年这片英国占领区成为德意志联邦共和国新的石勒苏益格-荷尔斯泰因联邦州。

## 人口
| 年份 | 1871年  | 1880年    | 1890年    | 1900年    | 1910年    | 1925年    | 1933年    | 1939年    |
| ---- | ------- | --------- | --------- | --------- | --------- | --------- | --------- | --------- |
| 人口 | 995,873 | 1,127,149 | 1,219,523 | 1,387,968 | 1,621,004 | 1,519,365 | 1,589,664 | 1,589,267 |

从1867年到第一次世界大战期间，该省面积为19,019平方公里。北石勒苏益格割让給丹麥以及通过大汉堡法案进行领土变更后，面积减少至 15,682 平方公里。

## 其它连结
- Gemeindeverzeichnis Deutschland 1900 （页面存档备份，存于） （德文）
- Deutsche-Schutzgebiete.de（页面存档备份，存于） （德文）